# 익스피어리

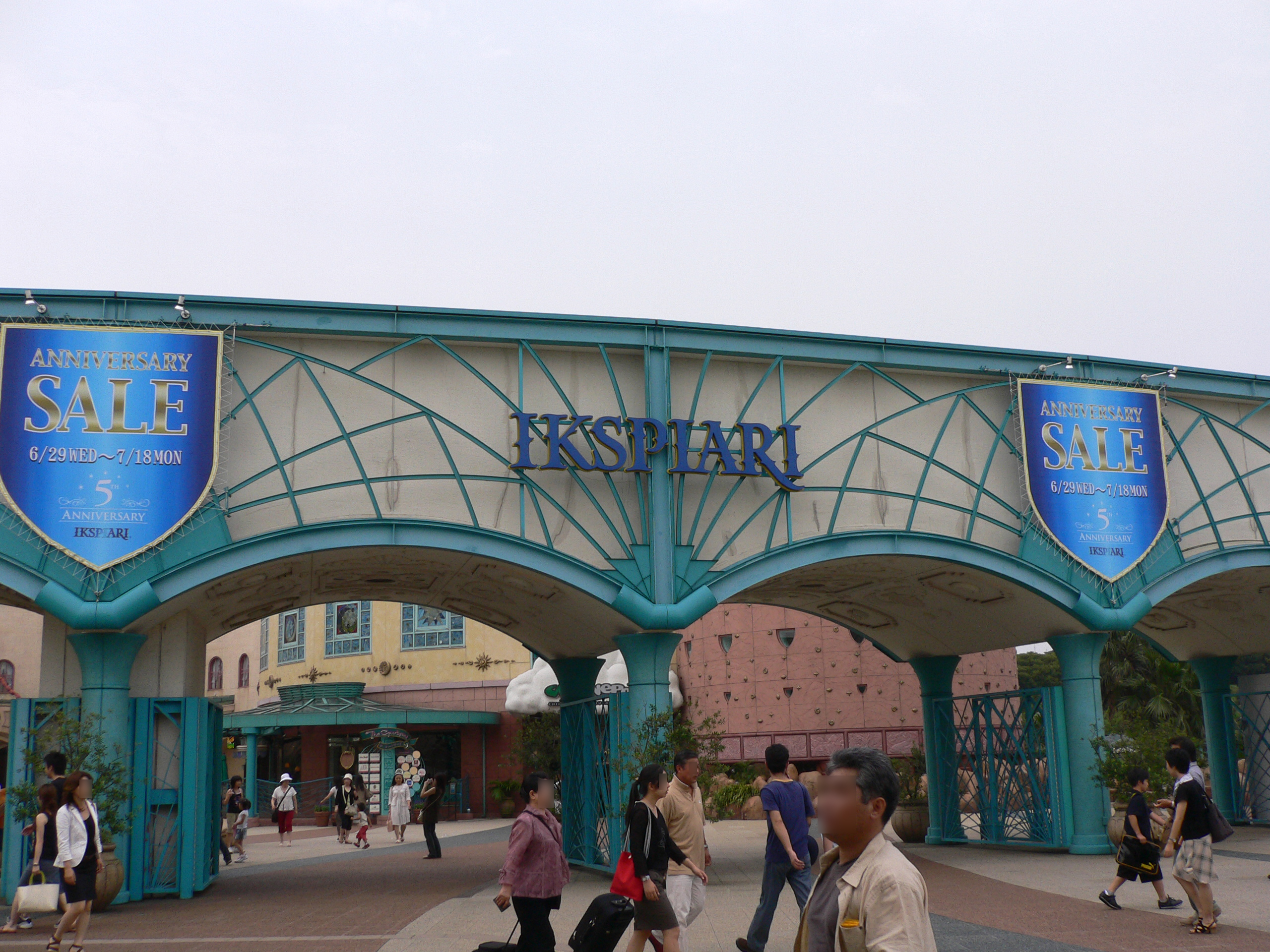
익스피어리

익스피어리(영어: Ikspiari, 일본어: イクスピアリ 이쿠스피아리[*])는 지바현 우라야스시의 도쿄 디즈니 리조트에 있는 쇼핑몰이다. 2000년 7월에 개관하였다. 도쿄 디즈니 리조트의 공식 구성 시설 중 하나이지만, 디즈니의 라이센스에 의한 디즈니 브랜드가 아닌 오리엔탈 랜드 (OLC)가 독자적으로 기획 · 소유하고 자회사의 주식회사 익스피어리가 경영 · 운영한다. 캐치 프레이즈는 "이야기와 엔터테인먼트에 넘치는 거리".

## 개요
계획 당초 디즈니 측은 이 시설에 대해서도 디즈니 브랜드 (다운타운 디즈니나 디즈니 빌리지 등)의 개발을 희망하고 있었지만, OLC의 방침에 따라 디즈니 브랜드를 사용하지 않는 시설로 운영을 디즈니도 승낙했다. 따라서 익스피어리에는 원칙적으로 디즈니의 캐릭터는 등장하지 않고, 캐스트 (직원)는 디즈니 관련 캐릭터 상품 · 액세서리를 몸에 지니는 것이 금지되는 등 "비 디즈니 영역"이다. 그러나 디즈니 스토어 도쿄 디즈니 리조트 점, 시네마 익스피어리의 캐스트 관계자 및 관련 이벤트는 그렇지 않다. 그래도, 도쿄 디즈니 리조트의 공식 구성 시설이다. 익스피어리의 로고도 "AT TOKYO DISNEY RESORT"의 문장이있다. 익스피어리는 말은 경험을 의미하는 영어 Experience와 페르시아 신화에 등장하는 선한 요정 Peri에서 만들어진 조어이다.